# Natalia Kosińska
Natalia Kosińska (ur. 18 kwietnia 1981) – polska żeglarka, występująca także w barwach Nowej Zelandii, startująca w windsurfingu, medalistka Letniej Uniwersjady (2005), mistrzyni świata juniorek (1999)

## Życiorys
Była zawodniczką Bazy Mrągowo i AZS-AWFiS Gdańsk.
Startowała w klasach Mistral i RS: X. W klasie Mistral została w 1999 mistrzynią świata juniorek. Reprezentowała Polskę na mistrzostwach świata w żeglarstwie (2003 - 38. miejsce klasie Mistral). Na mistrzostwach świata w klasie Mistral wystąpiła w polskich barwach dwukrotnie (2001 - 22. miejsce, 2005 - 17. miejsce). Podczas zawodów Letniej Uniwersjady w 2005 zdobyła srebrny medal drużynowo (z Katarzyną Szotyńską, Piotrem Myszką, Agatą Brygołą i Marcinem Rudawskim).
W 2005 wyjechała na studia do Australii, w 2007 zamieszkała w Nowej Zelandii i rozpoczęła starty w barwach tego kraju. W kolejnych latach startowała na mistrzostwach świata w klasie RS:X (2008 - 46. miejsce, 2010 - 38. miejsce, 2012 - 19. miejsce, 2013 - 13. miejsce, 2015 - 18. miejsce, 2016 - 16. miejsce). W 2014 zwyciężyła w mistrzostwach Oceanii, a na mistrzostwach świata w żeglarstwie zajęła w klasie RS:X 21. miejsce. Dwukrotnie wywalczyła kwalifikację olimpijską (Londyn (2012), Rio de Janeiro (2016), ale w obu przypadkach Nowozelandzki Komitet Olimpijski nie zdecydował się na wysłanie jej na zawody olimpijskie.